# 캄포 광장

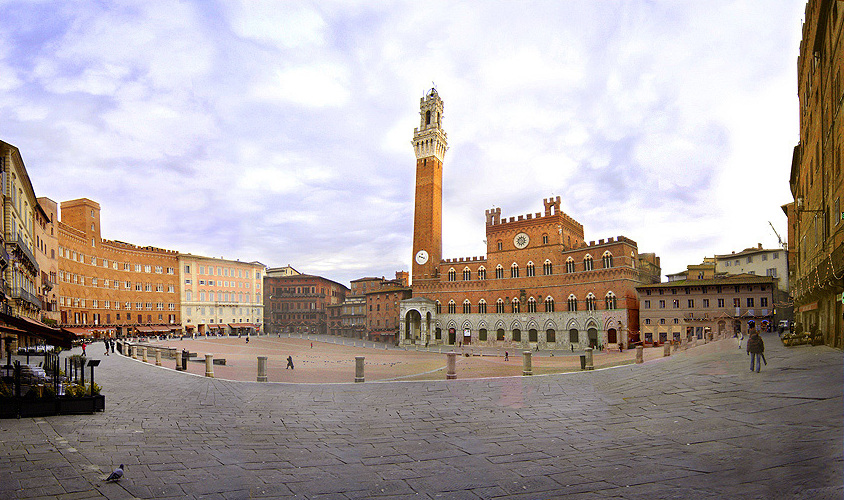
캄포 광장

캄포 광장(Piazza del Campo)은 이탈리아 시에나에 있는 주요 광장으로, 유럽에서 가장 큰 광장 하나로 여겨진다. 미적 요소와 건축적 완전성으로 전세계적으로 유명하다. 푸블리코 궁전과 만자 탑 등을 비롯한 여러 화려한 궁전들이 광장을 조개 모양으로 둘러싸고 있다. 광장 북쪽 끝에는 가이아의 샘이 있다.
20년에 한 번씩 열리는 경마 대회 대회인 팔리오 디 시에나가 광장의 가장 자리 주변으로 열린다. 또한 1년 마다 열리는 자전거 경주 대회 스트라데 비앙케의 종착지이기도 하다.

## 역사

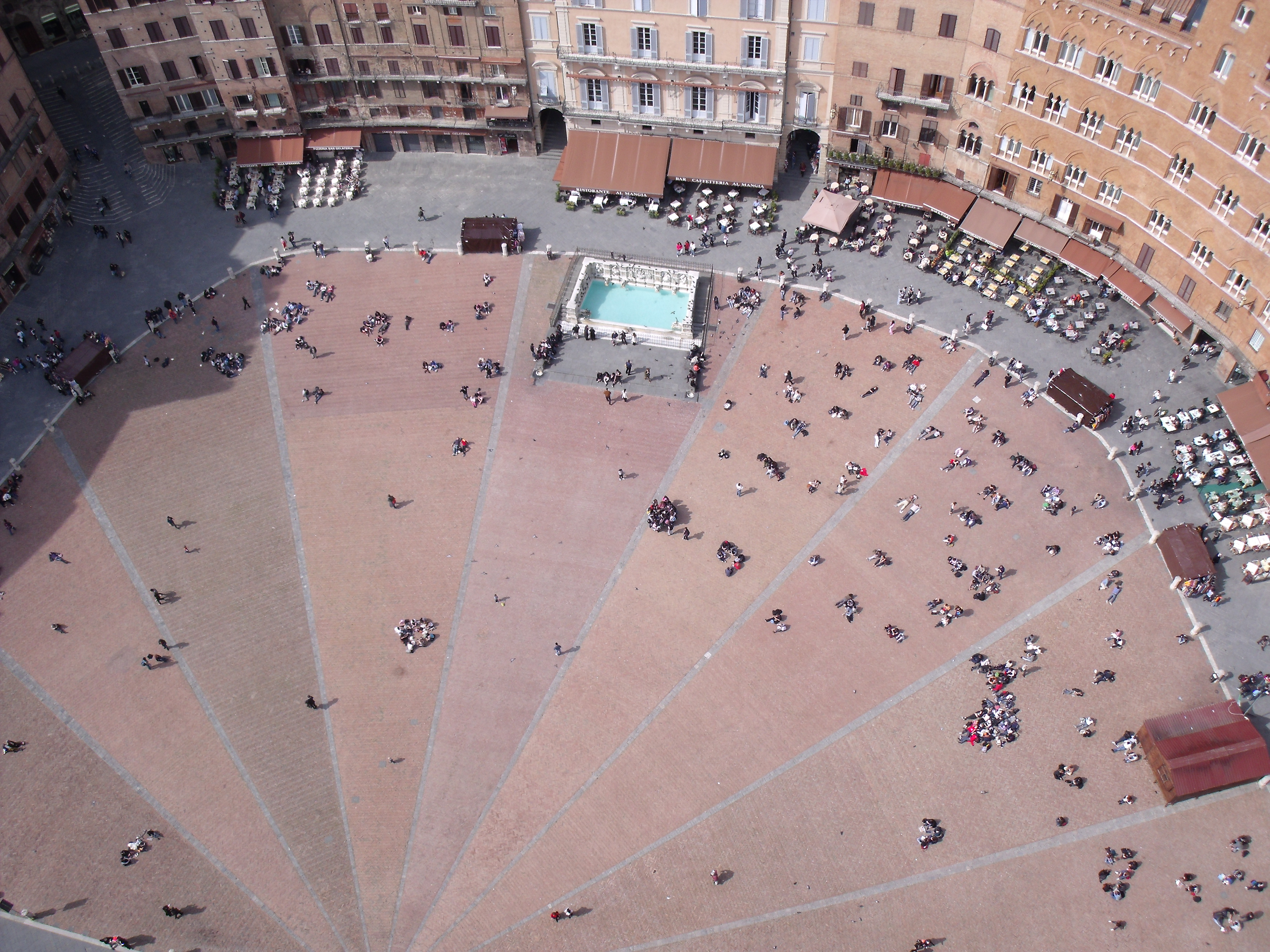
만기아탑에서 바라본, 조개 껍데기 모양을 닮게 설치된 벽돌 바닥

이곳은 시에나를 형성한 카스텔라레(Castellare), 산 마르티노(San Martino), 카몰리아(Camollia) 등 구릉 지역 세 곳이 만나는 경사 지역 인근에 11세기 이전 설립되었다. 시에나는 로마 시대의 취락이 아닌,  초기 에트루리아 시대의 취락일 수 있으며, 이곳 '캄포'는  이따금 제시되는, 로마 시대의 포룸이 있던 위치에 놓여 있지 않다. 광장의 포장은 트래버틴으로 된 8개 줄이 있는, 생선뼈 모양의 패턴을 지닌 붉은색 벽돌로 1349년에 이뤄졌으며, 푸블리코 궁전의 정문에 위치한 '가비노네'(gavinone, 배수구)에서 뻗어 나가는 8개 트래버틴 선은 광장을 9개 구역으로 분리해준다. 구역을 아홉 개로 분리한 것은 캄포를 건설하고 1292년-1355년 사이 전성기를 누리던 중세 시에나를 다스렸던 노베스키 (시에나의 아홉 개 세력)의 지배를 상징화 한 것이다. 캄포는 시에나 공공 생활의 결절점이었고 그 지위를 유지하고 있다. 11개의 좁고 그늘진 거리가 광장에서 도시쪽으로 뻗어져 있다.
광장을 따라 늘어서 있는 시뇨리 궁전들은 산세도니 가문, 피콜로미니 가문, 사라치니 가문 등 한때 시에나의 정권을 차지했던 가문들의 거처이었다. 이들의 거처는 시에나에서 멀지 않은 산지미냐노에서 여전히 볼 수 있는, 지역 사회의 상징의 예시인 초기의 고층 타워 하우스와 대조되는 단정함을 표현하기 위해 의도적으로 만들어진, 루프라인을 통일시켜냈다. 시에나의 법규 내에는 공공, 건축학적 단정함이 지시되었다: "... 주요 도로를 따라 새롭게 만들어진 건축물들은 도시 시에나의 아름다움 그리고 시에나의 거의 모든 시민들의 만족감에 대한 대응이었다... 새 건축물은 기존의 건축물들과 같이 발을 맞췄고 다른 건축물들보다 튀지 않았으며, 시에나의 아름다움을 극대화하기 위해 동일하게 배치되고 배열되어야 했다." 이 후기 고딕 양식의 저택들의 통일성은 저택들의 벽돌의 일치성에서 부분적으로 영향을 받았다. 시에나 당국이 벽돌 제작을 통제하였으며 이를 통해 벽돌의 표준이 유지되었다.
푸블리코 궁전 성벽의 아래쪽에는 1348년 흑사병이 끝나고 나서, 시에나인들이 봉헌물로서 지은 후기 고딕 양식의 성모 예배당이 있다.

## 폰테 가이아

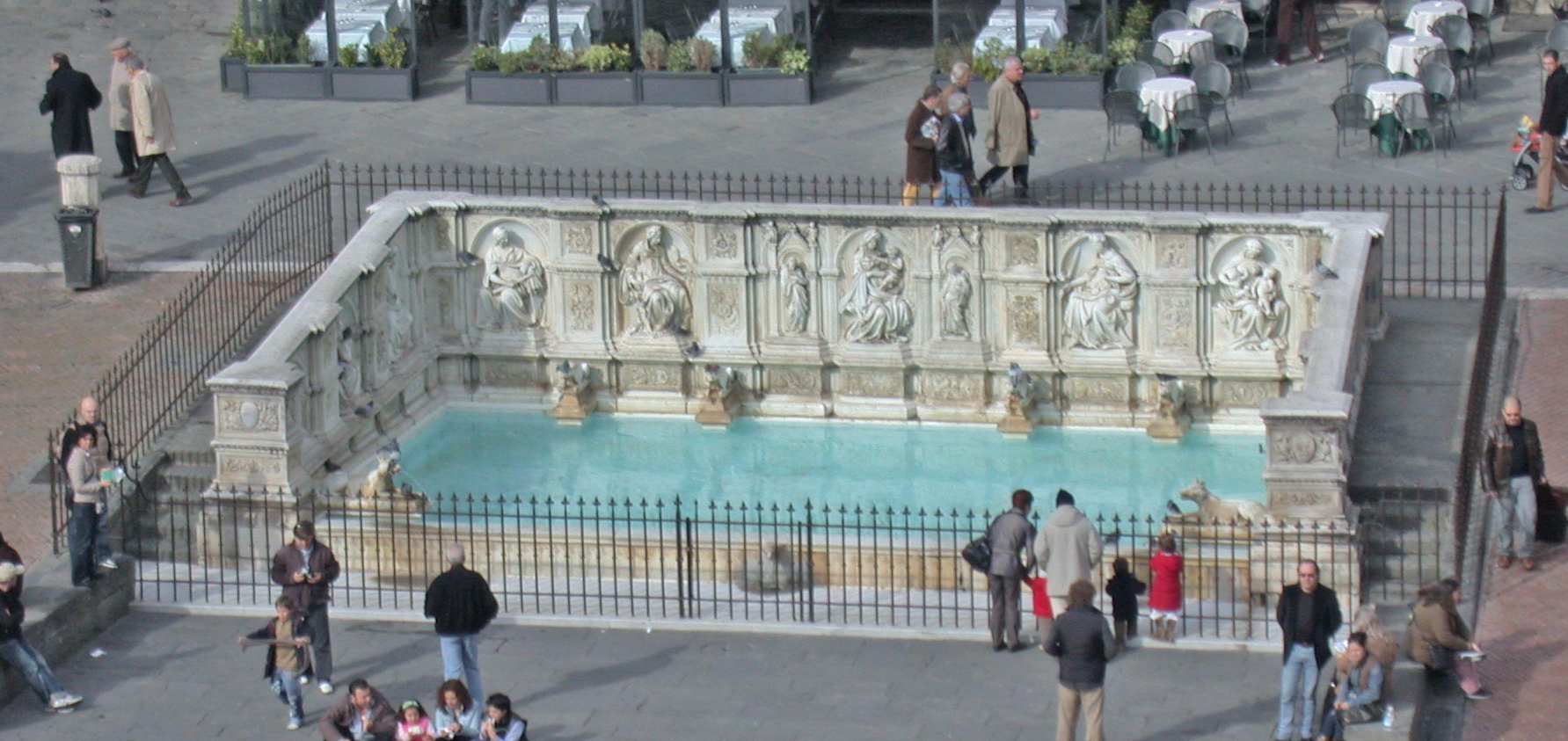
폰테 가이아

폰테 가이아 ("기쁨의 분수")는 도시 중심부에 물을 전달하는 상수도 체계의 종점으로서 1419년에 지어졌다. 상수도 건설이 완료되면서 1342년경에 만들어진 기존의 분수를 대체한 것이었다. 노베스키의 지시로, 아주 긴 길이의 지하 수로들이 송수로를 통해 물을 분수들로 그 다음으로는 주변의 지역들로 흘러나가게 하기 위해 건설되었다.
여러 관광객들에게 있어서 관광 중심지인 이 분수는 직사각형 모양을 하고 있으며 그 중에 세 면이 고전 그리스 그리고 기독교의 미덕, 성모의 수호 하에 있는 좋은 정부의 상징 등으로 둘러싸인 성모의 모습을 담고 있는 여러 저부조들로 장식되어 있다i. 하얀색 대리석으로 만들어진 '폰테 가이아'는 본래 야코포 델라 퀘르차가 설계하고 제작한 것이었으며, 분수의 측면에 있는 저부조들은 두오모 광장에 있는 산타 마리아 델라 스칼라에서 보존하고 있다. 1419년에 만들어진 분수에 있었던 여신들의 조각상 원본들은 1866년에 티토 사로키의 복제품들로 대체되었는데, 사로키는 19세기 시에나의 성직자들이 몹시 이교적이고 노출이 있다고 생각하던 레아 실비아, 아카 라렌티아 등의 야코포 델라 퀘르차의 나체 조각상들은 복제품에서 제외하였다.